# Robert Edward McKechnie
Pour les articles homonymes, voir McKechnie.
Dr. Robert Edward McKechnie (25 avril 1861-24 mai 1944) est un chirurgien et un homme politique canadien de la Colombie-Britannique. Il est aussi second chancelier de l'Université de la Colombie-Britannique.
McKechnie est également député provincial indépendant de la circonscription britanno-colombienne de Nanaimo City de 1898 à 1900.

## Biographie
Né à Brockville dans le Canada-Ouest (Ontario), McKechnie poursuit ses études secondaires à Charlottetown de l'Île-du-Prince-Édouard et ensuite à l'Université McGill de Montréal où il reçoit un diplôme en médecine en 1890. L'année suivante, il déménage à Nanaimo en Colombie-Britannique pour y pratiquer pendant 10 ans. Plus tard, il est élu au Council of the College of Physicians and Surgeons of British Columbia en 1896 et y occupe la fonction de président de 1897, 1906 et en 1910. McKechnie tiens aussi les positions de chirurgien senior , de membre du conseil de direction et de gouverneur de la Vancouver General Hospital (en). En 1899, il devient le premier président de la British Columbia Medical Association.
Il contribue à la fondation de l'American College of Surgeons et de la North Pacific Surgical Society, ainsi qu'exerce la fonction de président de l'Association médicale canadienne en 1914 et en 1920.

## Politique
McKechnie entre en politique en tant que député de Nanaimo City et sert comme ministre sans portefeuille dans le cabinet du premier ministre Charles Augustus Semlin.

## Université de la Colombie-Britannique
Chargé de cours en histoire médicale à l'Université de la Colombie-Britannique, il est élu au sénat de l'université en 1912 et ensuite chancelier en 1918. Il demeure en poste jusqu'à son décès en 1944. Durant son mandat, le plus long exercé dans cette fonction, il publie plusieurs articles dans des journaux médicaux et des livres à propos de l'histoire de la médecine sur la côte nord-ouest,.

## Décès et hommage
McKechnie meurt en mai 1944 à Vancouver des suite d'une infection à la mai.
Une école primaire de Vancouver, la  Dr. R. E. McKechnie Elementary School, est ouverte par le Dr. Wallace Wilson et nommé en son honneur en novembre 1957.